# Bernardino della Chiesa
Bernardino Antonio della Chiesa OFMRef (chiń. 伊大仁; ur. 8 maja 1644 w Wenecji, zm. 21 grudnia 1721 w Linqingu) – włoski duchowny rzymskokatolicki, misjonarz, wikariusz apostolski Fujianu i biskup pekiński.

## Biografia
16 sierpnia 1663 złożył śluby zakonne. W 1671 otrzymał święcenia prezbiteriatu i został kapłanem Zakonu Braci Mniejszych Ściślejszej Obserwancji. W latach 1674–1677 gwardian klasztoru w Orvieto, był wówczas także spowiednikiem byłej królowej szwedzkiej Krystyny Wazównej. W 1679 poprosił Kongregację Rozkrzewiania Wiary o skierowanie na misje w Chinach, na co otrzymał zgodę.
20 marca 1680 papież Innocenty XI mianował go koadiutorem wikariusza apostolskiego Fujianu oraz biskupem in partibus infidelium argijskim. 31 marca 1680 w Rzymie przyjął sakrę biskupią z rąk abpa Odoardo Cibo. Współkonsekratorami byli wikariusz apostolski Tonkinu François Pallu MEP (który za kilkanaście dni otrzymał nominację na wikariusza apostolskiego Fujianu) oraz biskup Ripatransone Giovan Giorgio Mainardi.

### Misja w Chinach

#### Tło i początek misji
Do Chin wypłynął z grupą franciszkanów 25 października 1680 z Wenecji. Trudną podróż, w czasie której przeżył m.in. rozbicie się statku i prawie dwuletni pobyt w Syjamie, zakończył 27 sierpnia 1684, docierając do Kantonu. W Chinach zastał trudną sytuację misji katolickich spowodowaną wewnętrznymi sporami - Portugalia mająca swoje bazy i biskupstwa w tej części świata, dążyła do sprawowania patronatu nad misjami chińskimi, co chciała ograniczyć Kongregacja Rozkrzewiania Wiary, poprzez ustanawianie podległych sobie wikariatów apostolskich. Dodatkowo rywalizowali ze sobą misjonarze różnych narodowości i przynależności zakonnych oraz trzej wikariusze apostolscy. Ze względu na długi czas komunikacji z Europą panował chaos prawny - nie był wyjaśniony zakres kompetencji wikariuszy apostolskich oraz granice podległych ich terytoriów.
16 marca 1682 (do Chin brewe dotarło znacznie później) Innocenty XI podzielił terytorium południowych Chin pomiędzy dwóch wikariuszy, natomiast pozbawiony jurysdykcji bp François Pallu MEP został generalnym administratorem misji chińskich. W lipcu 1684 Pallu wyznaczył della Chiesa prowikariuszem dla pięciu z dziewięciu prowincji wymienionych w brewe papieskim. Pozostałe cztery otrzymał o. Charles Maigrot MEP. W 1684 zmarło dwóch z wikariuszy - bp Pallu i Josephus Duchesne. W styczniu 1685, gdy della Chiesa dowiedział się o śmierci bpa Pallu, którego był koadiutorem, objął funkcje wikariusza apostolskiego dla wszystkich dziewięciu prowincji, według zapisów brewe, o którym wiedział. Jednak z Rzymu nadchodziły kolejne brewe, zmieniające zakres jurysdykcji oraz nominujące nowych wikariuszy. Chaos potęgował dodatkowo brak informacji w Rzymie o śmierciach hierarchów, którzy już pośmiertnie otrzymywali nowe obowiązki i w chwili dotarcia dekretów do Chin, powodowało to konflikty o podział jurysdykcji otrzymanych przez nieżyjących już biskupów, m.in. pomiędzy della Chiesą i Maigrotem.
Pomimo problemów della Chiesa w latach 1685-1690 odbył trzy długie podróże po prowincjach znajdujących się w jego jurysdykcji lub tych które za takie uważał. Pomiędzy nimi rezydował w Kantonie.

#### Biskup pekiński
Waśnie pomiędzy wikariuszami zakończyło wystaranie się przez dyplomację króla Portugalii Piotra II Spokojnego o ustanowienie diecezji w Pekinie i Nankinie, które papież Aleksander VIII erygował 10 kwietnia 1690, wbrew przeciwnej opinii Kongregacji Rozkrzewiania Wiary. Obie diecezje zostały sufraganiami arcybiskupa Goa, co potwierdziło patronat portugalski nad misjami chińskimi. Bernardino della Chiesa został wówczas mianowany biskupem pekińskim, jednak dodarła do niego informacja o mianowaniu go biskupem Nankinu, w czym utwierdził go list od Piotra II.
29 listopada 1692 osiedlił się w Nankinie, wciąż oczekując na bullę nominacyjną. Zdystansowane do niego były władze portugalskie, które zaproponowały go na biskupa tylko po to, by pozbawić go funkcji wikariusza apostolskiego. Portugalczycy próbowali usunąć della Chiesa z Chin, próbując wymusić na nim uznanie nowych biskupów dla Pekinu i Nankinu, których mianował Piotr II i zatwierdził papież Innocenty XII. 25 czerwca 1696 do Nankinu przybył nowy biskup Nankinu Alessandro Ciceri SI, wywołując konflikt pomiędzy hierarchami. Ostatecznie della Chiesa i inni biskupi w Chinach uznali Ciceriego za biskupa, z zastrzeżeniem, że nie tracą tym samym własnych uprawnień. Konflikt rozwiązało dotarcie do Chin w 1696 bulli Innocentego XII, według której terytorium wszystkich diecezji ograniczało się łącznie do sześciu prowincji, a nie jak twierdził Piotr II do całych Chin. Ostatecznie 30 września 1699 do della Chiesy dotarła bulla nominacyjna na biskupa Pekinu, w związku z czym 25 czerwca 1700 opuścił Nankin i 19 września tego roku przybył do Pekinu. Diecezja pekińska według brewe Innocentego XII obejmowała prowincje Zhili i Szantung.
Ze względu na trudności czynione przez Portugalczyków, do których należał jedyny kościół w Pekinie, nie mógł osiąść w tym mieście. Za swoją siedzibę wybrał Linqing w prowincji Szantung. Tam odwiedził go w 1705 legat papieski Karol de Tournon, któremu della Chiesa towarzyszył podczas wizyty u cesarza Kangxi w Pekinie. Radził legatowi, aby przyjął pojednawczą postawę w kwestii proponowanego przez Matteo Ricciego adaptowania obrzędów chińskich do liturgii katolickiej, jednak de Tournon postąpił przeciwnie. Po niepowodzeniu poselstwa Kangxi nakazał misjonarzom pragnącym pozostać w Chinach uzyskanie specjalnego dyplomu cesarskiego. Bernardino della Chiesa szybko postarał się o jego uzyskanie i nakazał uczynić to samo podległym sobie misjonarzom. Wysłał także do Rzymu list krytykujący de Tournona. Bez skutku doradzał również kolejnym misjom zgodę na adaptację obrzędów, jednak już coraz starszy przestał odgrywać ważne role. Zmarł 20 lub 21 grudnia 1721 w Linqingu.